# Крамское (Костанайская область)
Крамское (каз. Крамской) — упразднённое село в Фёдоровском районе Костанайской области Казахстана. Исключено из учётных данных в 2023 году. Входило в состав Камышинского сельского округа. До 2019 года входило в состав упразднённого Чандакского сельского округа. Код КАТО — 396865400.
В 3 км к западу находится озеро Жеребец.

## Население
В 1999 году население села составляло 292 человека (144 мужчины и 148 женщин). По данным переписи 2009 года, в селе проживало 106 человек (52 мужчины и 54 женщины). По данным переписи 2021 года, в селе проживало 44 человека (24 мужчины и 20 женщин).